# Мусселиус, Роберт Васильевич
Роберт Васильевич Мусселиус (1826—1889) — российский военный деятель и инженер, генерал-лейтенант морской артиллерии, преподаватель и научный писатель.

## Биография
Родился 5 (17) февраля 1826 года в семье нарвского городового официала (прокурора), Вильгельма Ивановича Мусселиуса (1778—1848); мать — Амалия-Элиза (1799—1828). Брат — инженер-архитектор Александр Васильевич Мусселиус. Племянник В. В. Мусселиус.
По окончании кондукторских рот учебно-морского рабочего экипажа и Михайловской артиллерийской академии был назначен в гвардейский экипаж.
С 1856 года преподавал артиллерию и математику в Инженерном и артиллерийском училище морского ведомства в Кронштадте, а затем в офицерских классах Морского корпуса и артиллерийском училище в Санкт-Петербурге.
Состоял членом морского учёного комитета, комиссии морских артиллерийских опытов, артиллерийского отдела морского технического комитета и комитета для скорейшего введения в России нарезных орудий и строения броненосных судов, а также с 1865 года помощником начальника Обуховского сталелитейного завода, где усовершенствовал техническую сторону производственного процесса. Неоднократно выезжал за границу для осмотра орудийных и других заводов.
Писал научные работы и критические статьи по вопросам морской артиллерии, баллистики, определения расстояний на море, устройства новых орудий, снарядов, порохов, а также переводил зарубежные работы на данную тематику.
Большинство из них печатались в «Морском сборнике» и других журналах с 1858 по 1877 год. Написал ряд статей по вопросам о нарезных орудиях и броненосных судах; его проекты и чертежи получили высокую оценку в научном и техническом отношениях.
Умер 4 (16) октября 1889 года. Похоронен на Волковском лютеранском кладбище; в январе 1902 года с ним был похоронен сын Анатолий.

## Семья
Был женат на Елизавете Андреевне Белль (1828—?). Их дети:
- Андрей (1854—1913)
- Вильгельм (1857—?)
- Максимилиан (1858—1928)
- Анатолий (?—3-0.12.1901)